# Mark Millar
Mark Millar (Coatbridge, Escocia, 24 de diciembre de 1969) es un guionista de cómics británico, conocido por su trabajo en títulos tales como
Jupiter's Legacy, The Ultimates, Marvel Knights Spider-Man, Ultimate Fantastic Four, Civil War, The Secret Service, Wanted, y Kick-Ass es uno de los más aclamados y exitosos autores del cómic estadounidense actual, guionista de algunas de las series de mayor éxito de crítica y público de los últimos años. Por su trabajo ha sido nominado a cuatro Premios Eisner, dos Premios Eagle, en 2021 se estrenó en Netflix una adaptación animada del cómic Super Crooks con la curiosidad de que fue un anime japonés producido por el estudio de animación Bones y en junio de 2013, fue reconocido por la Reina Isabel II como miembro de la Excelentísima Orden del Imperio Británico por sus servicios al arte del cine y la literatura.

## Biografía
Millar nació en Lanarkshire, Escocia, hijo de seis hermanos. Millar quiso ser guionista de historieta desde que conoció Alan Moore en una sesión de firmas a mediados de los 80. Sin embargo, no fue hasta que necesitó dinero después de dejar la universidad que se decidió a escribir profesionalmente.
Consiguió su primer trabajo a finales de los 80 como guionista de la serie Saviour, con dibujos de Daniel Vallely. Saviour era uno de los títulos más populares de la editorial; se trataba de una extraña mezcla de narrativa posmoderna, religión, sátira y acción superheroica, que serían los elementos por los que más adelante Millar sería conocido. También escribió The Shadowmen para Trident, pero solo se publicaron dos números porque la editorial quebró en 1991, dejando los dos títulos de Millar inacabados. En esta época también comenzó a escribir en la clásica cabecera inglesa 2000 AD, dando inicio a una extensa colaboración.
El trabajo de Millar en Reino Unido llamó la atención de DC Comics y en 1994 comenzó a escribir la serie Swamp Thing, introduciéndose en el mercado estadounidense. Los primeros cuatro números de Millar fueron coescritos junto con Grant Morrison, gran amigo suyo con cuyo enfoque sobre la historieta coincide en buena parte, pero fue Millar quien se asentó en el título y consiguió un gran éxito de crítica para lo que era una colección en declive. Durante los años siguientes, Millar compaginó su trabajo en 2000 AD con sus guiones para DC, escribiendo incluso títulos de Superman, aunque a lo largo de la década los 90 fue desplazando paulatinamente su esfuerzo hacia EE. UU. En DC realizó un trabajo notable en títulos como The Flash, también coescrito con Morrison, o diversos spin-off de la Justice League, a la par que escribía en otras series como Vampirella, de Harris Comics, o Skrull Kill Krew, de Marvel Comics.
El éxito le llega a Millar en el 2000, al suceder a Warren Ellis como guionista de la serie The Authority de Wildstorm (subdivisión de DC), donde jugó sus mejores bazas y ganó una notable reputación. La exitosa serie creada por Ellis se basaba en la premisa de situar a los superhéroes dentro del mundo contemporáneo real, rodeados de conflictos internacionales y política. Manteniendo los aspectos más notorios de la colección, Millar y el dibujante Frank Quitely añadieron un estilo más polémico a las historias al tiempo que aumentaron el nivel de violencia gráfica. The Authority sufrió censura por parte de DC que causó cierta fricción entre Millar y la editorial, especialmente con el editor Paul Levitz, agravándose aún más a partir de los sucesos del 11 de septiembre, cuando DC se hizo aún más sensible a la violencia y las escenas de destrucción en sus colecciones. Los 12 números que guionizó Millar tuvieron una edición accidentada, sufriendo retrasos en la distribución y alteraciones en el dibujo que se dejaron notar en las ventas, lo que aumentó la frustración de Millar por las continuas objeciones de DC a su estilo y el contenido de sus historias. Aún escribiría para DC Superman: Red Son, otra de sus pequeñas joyas, pero abandonaría definitivamente la editorial en 2002.
Convertido ya en un guionista de prestigio, es contratado por Marvel Comics para lanzar Ultimate X-Men dentro de su nueva línea Ultimate. Ésta pretendía reformular los personajes más populares de la editorial adaptándolos al siglo XXI, haciéndolos más atractivos para un público nuevo y más accesibles al carecer de la continuidad del Universo Marvel. Ultimate X-Men supuso un enorme éxito de crítica y público para Marvel y Millar; además, coincidió también con el éxito de New X-Men de Morrison y dio definitivamente a la editorial el empujón que su editor jefe Joe Quesada estaba buscando.
Millar se había convertido en uno de los principales arquitectos de la línea Ultimate y continuaría expándiéndola con un nuevo y también exitoso título, The Ultimates, donde presentó su particular y contundente visión de los Vengadores. Ultimate X-Men y The Ultimates se convirtieron en las dos series mejor vendidas de Marvel en los últimos años.
Millar dejó Ultimate X-Men pero no abandonó su relación con Marvel. Guionizó personajes tan populares como Spider-Man o Wolverine, trabajando con el dibujante John Romita Jr.; escribió la serie Trouble, que suscitó también cierta controversia por su descripción del sexo adolescente y su insinuación de que sus personajes eran versiones jóvenes de personajes de Spider-Man como la Tia May; y guionizó, de nuevo dentro de la línea Ultimate, los primeros seis números de Ultimate Fantastic Four junto con Brian Michael Bendis, otro de los guionistas actuales de mayor éxito.
Mark Millar es actualmente uno de los guionistas estrella de Comics Marvel y algunas de sus sagas como Marvel Knights: Spiderman', Wolverine: Enemy of The State, Civil War, 1985, y Wolverine: Old Man Logan han cambiado el Universo Marvel de arriba abajo, o bien son consideradas obras Maestras del Cómic de las que se hablará durante años.
En 2004, Millar puso en marcha su proyecto personal de crear su propia línea de historietas, a la que llamaría Millarworld, cuyos títulos serían publicados simultáneamente por cuatro editoriales diferentes. The Unfunnies, publicada por Avatar, no llegó a completarse, aparentemente por problemas legales, y Run, que debía ser publicado por Image y contar con dibujos de Ashley Wood, nunca llegó a ver la luz. Sin embargo, Dark Horse publicó con cierto éxito Chosen, una especie de actualización de Saviour. Y aún mayor aceptación obtuvo Wanted, serie publicada por Top Cow, con dibujos de J.G. Jones, que partía de la premisa de que los supervillanos habían vencido a todos los superhéroes del mundo y de la que se realizó una adaptación cinematográfica en el 2008.
En 2005, diversas acciones ciertamente estrambóticas giraron la atención hacia Millar, entre las que se cuenta el perder una apuesta de 5000 dólares con Harry Knowles sobre el casting de la nueva película de Superman y un intento de relacionar a Eminem con la película de Wanted que los representantes de Eminem negaron públicamente. Millar anunció el 1 de noviembre de 2005 que se tomaría seis meses sabáticos de su trabajo en los cómics como parte de su recuperación de una seria enfermedad crónica.
En 2008, lanza su exitosa nueva serie, con dibujos de John Romita Jr. "Kick-Ass"; que trata de las aventuras de un joven Nerd que decide hacerse superhéroe, y descubre que no es tan fácil como lo pintan las películas, de este cómic surge una adaptación en película, para 2010, con Chloë Grace Moretz, Aaron Taylor-Johnson y Nicolas Cage, con notable éxito.
En 2010 terminó Nemesis (del que se prevé una adaptación cinematográfica) y Superior, así como Kick-Ass 2, cuya versión cinematográfica fue rodada a finales del 2012 de nuevo con Chloë Grace Moretz, Aaron Taylor-Johnson y Jim Carrey entre otros, y dirigida por Jeff Wadlow y que fue estrenada en 2013.
En 2011 Millar fue uno de los 62 creadores de cómics que aparecieron en la convención de IGN en Kapow! en Londres para establecer dos récords Guinness, el récord de más rápida producción de un cómic, y el de más artistas involucrados en un mismo cómic. Sus beneficios fueron donados a la Yorkhill Children's Foundation.
En 2017, Millar vendió su empresa Millarworld a la empresa de televisión por internet Netflix.

### Trident
- Saviour #1–6 (with Daniel Vallely and Nigel Kitching, 1989–1990)
  - Issues #1–5 collected as Saviour, Book One (tpb, 128 pages, 1990, ISBN 1-8728-2901-5).
- Trident #5: "Saviour" (with Nigel Kitching, 1990)
- The Shadowmen #1–2 (with Andrew Hope, 1990)

### Fleetway
- 2000 AD:
  - Tharg's Future Shocks:
    - "The Foreign Model" (with Dave D'Antiquis, in #643, 1989)
    - "Self Awareness" (with Keith Page, in #648, 1989)
    - "Nightmare on Ses*me Street " (with Brian Williamson, in #785, 1992)
    - "A Fete Worse Than Death" (with Brian Williamson, in #786, 1992)

  - Silo (with Dave D'Antiquis, in #706–711, 1990)
  - Judge Dredd:
    - "Christmas is Cancelled" (with Brett Ewins, in Winter Special '90, 1990)
    - "Happy Birthday Judge Dredd!" (with Carl Critchlow, in #829, 1993)
    - "Great Brain Robbery" (with Ron Smith, in #835–836, 1993)
    - "Tough Justice" (with Mick Austin, in #840, 1993)
    - "Down Among the Dead Men" (with Brett Ewins, in #841, 1993)
    - "War Games" (with Paul Marshall, in #854, 1993)
    - "Judge Tyrannosaur" (with Ron Smith, in #855, 1993)
    - "Book of the Dead" (with Grant Morrison and Dermot Power, in #859–866, 1993)
    - "I Hate Christmas" (with Carlos Ezquerra, in #867, 1993)
    - "Frankenstein Div " (with Carlos Ezquerra, in #868–871, 1994)
    - "Crime Prevention" (with Nick Percival, in #872, 1994)
    - "Top Gun" (with Ron Smith, in #879, 1994)
    - "Under Siege" (with Paul Peart, in #880, 1994)
    - "Mr. Bennet Joins the Judges" (with Peter Doherty, in Sci-Fi Special '94, 1994)
    - "Crusade" (with Grant Morrison and Mick Austin, in #928–937, 1995)
    - "Man Who Broke the Law" (with Steve Yeowell, in #968–969, 1995)
    - "The Big Hit" (with Graham Stoddart, in #1029–1030, 1997)

  - Robo-Hunter:
    - "Sam Slade: Robo-Hunter" (with Jose Casanovas, in #723–734, 1991)
    - "Return of the Puppet Master" (with Simon Jacob, in Sci-Fi Special '91, 1991)
    - "Killer Grannies" (with Graham Higgins, in Yearbook '92, 1991)
    - "Escape from Bisleyland" (with Anthony Williams, in #750–759, 1991)
    - "Return to Verdus" (with Jose Casanovas, in #792–802, 1992)
    - "The Succubus" (with Simon Jacob, in Yearbook '93, 1992)
    - "Aces of Slades" (with Anthony Williams, in #813–816, 1992–1993)
    - "Serial Stunners" (with Jose Casanovas, in #819–822, 1993)
    - "Keith the Killer Robot" (with Ron Smith, in #825–827, 1993)
    - "Revenge of Dr. Robotski" (with Simon Jacob, in #881–884, 1994)

  - Red Razors:
    - Red Razors (tpb, 144 pages, 2004, ISBN 1-904265-18-9) collects:
      - "Red Razors" (with Steve Yeowell, in Judge Dredd Megazine vol. 1 #8–15, 1991)
      - "The Hunt for Red Razors" (con Nigel Dobbyn, in #908–917, 1994)

    - "The Secret Origin of Comrade Ed" (with Steve Yeowell, in Judge Dredd Mega-Special #5, 1992)
    - "Doctor's Orders" (with Steve Yeowell, in Judge Dredd Yearbook '93, 1992)
    - "Rites of Passage" (with Nigel Dobbyn, in #971, 1995)

  - Tales from Beyond Science (with Rian Hughes):
    - Tales from Beyond Science (tpb, 88 pages, Image, 2012, ISBN 1-60706-471-5) includes:
      - "The Men in Red" (in #774, 1992)
      - "Long Distance Calls" (in #776, 1992)
      - "The Secret Month Under the Stairs" (in Winter Special '92, 1992)
      - "The Man Who Created Space" (in Sci-Fi Special '94, 1994)

  - The Spider: "Vicious Games" (with John Higgins and David Hine, in Action Special, 1992)
  - Rogue Trooper:
    - "House of Pain" (with Brett Ewins and Jim McCarthy, in Sci-Fi Special '92, 1992)
    - "G.I. Blues" (with Chris Weston, in #901–903, 1994)

  - Purgatory (with Carlos Ezquerra, in #834–841, 1993)
  - Tharg's Terror Tales:
    - "The Tooth Fairy" (with Greg Staples, in #839, 1993)
    - "The Uncanny Dr. Doctor" (with Shaky Kane, in #860, 1993)
    - "Milk & Honey" (with Kevin Cullen, in #895, 1994)

  - Maniac 5:
    - "Maniac 5" (with Steve Yeowell, in #842–849, 1993)
    - "War Journal" (with David Hine, in Sci-Fi Special '93, 1993)
    - "Maniac 6" (with Richard Elson and Steve Yeowell, in Winter Special '93 and #956–963, 1995)

  - Big Dave (with Grant Morrison):
    - "Target Baghdad" (with Steve Parkhouse, in #842–845, 1993)
    - "Young Dave" (with Steve Parkhouse, in Yearbook '94, 1993)
    - "Monarchy in the UK" (with Steve Parkhouse, in #846–849, 1994)
    - "Costa del Chaos" (with Anthony Williams, in #869–872, 1994)
    - "Wotta Lotta Balls" (with Steve Parkhouse, in #904–907, 1994)

  - Canon Fodder (with Chris Weston, in #861–867, 1993)
  - The Grudge-Father (with Jim McCarthy, in #878–883, 1994)
  - Babe Race 2000 (with Anthony Williams, in #883–888 and Yearbook '95, 1994–1995)
  - Janus: Psi-Division (with Paul Johnson):
    - "A New Star" (in #980–984, 1996)
    - "Faustus" (with Grant Morrison, in #1024–1031, 1997)
- Crisis:
  - "Her Parents" (with John McCrea, in #31, 1989)
  - "Insiders" (with Paul Grist, in #54–59, 1991)
- Revolver Special #1: "Mother's Day" (with Phil Winslade, 1990)
- Sonic the Comic:
  - Sonic the Hedgehog:
    - "Robofox" (with Woodrow Phoenix, in #2, 1993)
    - "Mayhem in the Marble Hill Zone" (with Jose Casanovas, in #3, 1993)
    - "Lost in the Labyrinth Zone" (with Woodrow Phoenix, in #5, 1993)
    - "Time Racer" (with Ed Hillyer, in #11, 1993)
    - "Hidden Danger!" (with Carl Flint, in #12, 1993)
    - "Double Trouble" (with Mike Hadley, in #13, 1993)
    - "The Green Eater" (with Mike Hadley, in #15, 1993)
    - "Happy Christmas Doctor Robotnik!" (with Brian Williamson, in #16, 1993)
    - "A Day in the Life of Robotnik" (with Mike Hadley, in #42, 1994)
    - "Odour Zone" (with Mike Hadley, in #72, 1994)
    - "The Spinball Wizard" (with Keith Page, in #73, 1994)

  - Streets of Rage (with Peter Richardson):
    - "Streets of Rage" (in #7–12, 1993)
    - "Skates' Story" (in #25–30, 1994)

### DC Comics/Vertigo
- Swamp Thing:
  - "Bad Gumbo" (with Grant Morrison and Philip Hester, in #140–143, 1994)
  - "A Hope in Hell" (with Philip Hester, in #144, 1994)
  - "Big Game" (with Philip Hester, in #145–147, 1994)
  - "The Root of All Evil" (with Philip Hester, in #148–150, 1994–1995)
  - "River Run" (with Philip Hester and Chris Weston, in #151–158, 1995)
  - "Swamp Dog" (with Jill Thompson, in #159, 1995)
  - "Atmospheres" (with Philip Hester, in #160–164, 1995–1996)
  - "Chester Williams: American Cop" (with Curt Swan, in #165, 1996)
  - "Trial by Fire" (with Philip Hester, in #166–171, 1996)
- Legends of the Dark Knight #79: "Favorite Things" (with Steve Yeowell, 1996) collected in Batman: The Greatest Stories Ever Told Volume 1 (tpb, 192 pages, 2005, ISBN 1-4012-0444-9)
- Aztek, the Ultimate Man #1–10 (with Grant Morrison and N. Steven Harris, 1996–1997) collected as JLA Presents: Aztek, the Ultimate Man (tpb, 240 pages, 2008, ISBN 1-4012-1688-9)
- The Flash:
  - Emergency Stop (tpb, 144 pages, 2009, ISBN 1-4012-2177-7) collects:
    - "Emergency Stop" (with Grant Morrison and Paul Ryan, in #130–132, 1997)
    - "Flash Through the Looking Glass" (with Grant Morrison and Paul Ryan, in #133, 1998)
    - "Still Life in the Fast Lane" (with Grant Morrison and Paul Ryan, in #134, 1998)
    - "Death at The Top of The World, Part Three" (with Mark Millar and Paul Ryan, in #135, 1998)

  - The Human Race (tpb, 160 pages, 2009, ISBN 1-4012-2239-0) collects:
    - "The Human Race" (with Grant Morrison, Paul Ryan and Ron Wagner, in #136–138, 1998)
    - "The Black Flash" (with Pop Mhan, in #139–141, 1998)
- Justice League of America:
  - JLA: Paradise Lost #1–3 (with Ariel Olivetti, 1998)
  - JLA 80-Page Giant #1: "The Secret Society of Super-Villains" (with Chris Jones, 1998)
  - JLA #27: "The Bigger They Come..." (with Mark Pajarillo, 1999)
  - DC One Million 80-Page Giant #1: "System's Finest" (with Mike Wieringo, 1999)
  - Silver Age: Justice League of America: "The League without Justice!" (with Scott Kolins, one-shot, 2000)
- Superman:
  - Superman Adventures:
    - Up, Up and Away! (tpb, 112 pages, 2004, ISBN 1-4012-0331-0) collects:
      - "Clark Kent, You're a Nobody!" (with Aluir Amâncio, in #16, 1998)
      - "The Bodyguard of Steel" (with Aluir Amâncio, in #19, 1998)
      - "War Games" (with Aluir Amâncio, in #22–23, 1998)
      - "Power Corrupts. Super Power Corrupts Absolutely!" (with Aluir Amâncio, in #24, 1998)

    - The Never-Ending Battle (tpb, 112 pages, 2004, ISBN 1-4012-0332-9) collects:
      - "(Almost) The World's Finest Team" (with Mike Manley, in #25, 1998)
      - "Yesterday's Man of Tomorrow" (with Aluir Amâncio, in #26, 1998)
      - "How Much Can One Man Hate?" (with Aluir Amâncio, in #27, 1999)
      - "Jimmy Olsen vs. Darkseid" (with Mike Manley, in #28, 1999)
      - "Bride of Bizarro" (with Aluir Amâncio, in #29, 1999)

    - Last Son of Krypton (tpb, 112 pages, 2006, ISBN 1-4012-1037-6) collects:
      - "Family Reunion" (with Aluir Amâncio, in #30–31, 1999)
      - "Clark Kent is Superman and I Can Prove It!" (with Neil D Vokes, in #33, 1999)
      - "Sanctuary" (with Mike Manley, in #34, 1999)

    - The Man of Steel (tpb, 112 pages, 2006, ISBN 1-4012-1038-4) collects:
      - "Never Play with the Toyman's Toys" (with Aluir Amâncio, in #35, 1999)
      - "This is a Job for Superman" (with Aluir Amâncio, in #36, 1999)
      - "Clark Kent: Public Enemy" (with Aluir Amâncio, in #37, 1999)
      - "If I Ruled the World" (with Aluir Amâncio, in #38, 1999)

    - "22 Stories in a Single Bound" (with various artists, in #41, 2000)
    - "A Death in the Family" (with Aluir Amâncio, in #52, 2001)

  - Tangent Comics: The Superman: "Future Shock" (with Butch Guice, one-shot, 1998)
  - Action Comics (with Stuart Immonen):
    - "A Law Unto Himself" (in #753, 1999)
    - "The Aimless Blade of Silence" (in #754, 1999)
    - "Necropolis" (with Shawn C. Martinbrough, in #755, 1999)
    - "Rock Lobster" (in #758, 1999)

  - Superman 80-Page Giant #2: "From Krypton with Love" (with Sean Phillips, 1999)
  - Team Superman: "They Died with Their Capes On" (with Georges Jeanty, one-shot, 1999)
  - Adventures of Superman (with Stuart Immonen):
    - "Higher Ground" (with Steve Epting, in #573, 1999)
    - "Something Borrowed, Something Blue" (with Joe Phillips, in #574, 2000)
    - "A Night at the Opera" (with Yanick Paquette, in #575, 2000)
    - "AnarchY2Knowledge" (in #576, 2000)

  - Superman for the Animals: "Dear Superman..." (with Tom Grummett, one-shot, 2000)
  - Superman: Red Son #1–3 (with Dave Johnson, 2003) collected as Superman: Red Son (hc, 168 pages, 2009, ISBN 1-4012-2425-3)
- Books of Magic Annual #3: "The New Mystic Youth: Who is Tim Hunter?" (with Phil Jimenez, 1999)
- Wonder Woman #153: "Mad About the Boy" (with Georges Jeanty, 2000)

### Marvel Comics
- Skrull Kill Krew #1–5 (with Grant Morrison and Steve Yeowell, 1995) collected as Skrull Kill Krew (tpb, 128 pages, 2006, ISBN 0-7851-2120-X)
- X-Men:
  - Marvels Comics: X-Men: "How I Learned to Love the Bomb" (with Sean Phillips, one-shot, 2000)
  - Ultimate X-Men:
    - Volume 1 (hc, 352 pages, 2002, ISBN 0-7851-1008-9) collects:
      - "The Tomorrow People" (with Adam Kubert and Andy Kubert, in #1–6, 2000–2001)
      - "Return to Weapon X" (with Adam Kubert, Tom Raney and Tom Derenick, in #7–12, 2001–2002)

    - Volume 2 (hc, 336 pages, 2003, ISBN 0-7851-1130-1) collects:
      - "World Tour" (with Adam Kubert and Chris Bachalo, in #15–20, 2002)
      - "Hellfire & Brimstone" (with Adam Kubert and Kaare Andrews, in #21–25, 2002–2003)

    - Volume 3 (hc, 312 pages, 2003, ISBN 0-7851-1131-X) collects:
      - Ultimate War #1–4 (with Chris Bachalo, 2003)
      - "Return of the King" (with Ben Lai, David Finch and Adam Kubert, in #26–33, 2003)

  - Wolverine v3:
    - Enemy of the State: The Complete Edition (hc, 352 pages, 2006, ISBN 0-7851-2206-0; tpb, 2008, ISBN 0-7851-3301-1) collects:
      - "Enemy of the State" (with John Romita, Jr., in #20–25, 2004–2005)
      - "Agent of S.H.I.E.L.D." (with John Romita, Jr., in #26–31, 2005)
      - "Prisoner Number Zero" (with Kaare Andrews, in #32, 2005)

    - Old Man Logan (hc, 224 pages, 2009, ISBN 0-7851-3159-0; tpb, 2010, ISBN 0-7851-3172-8) collects:
      - "Old Man Logan" (with Steve McNiven, in #66–72 and Old Man Logan Giant-Sized Special, 2008–2009)
- The Ultimates:
  - The Ultimates (hc, 400 pages, 2004, ISBN 0-7851-1082-8; tpb, 2010, ISBN 0-7851-4387-4) collects:
    - "Super-Human" (with Bryan Hitch, in #1–6, 2002)
    - "Homeland Security" (with Bryan Hitch, #7–13, 2002–2004)

  - The Ultimates 2 (hc, 464 pages, 2007, ISBN 0-7851-2138-2; tpb, 2010, ISBN 0-7851-4916-3) collects:
    - "Gods and Monsters" (with Bryan Hitch, #1–6, 2005)
    - "The Reserves" (with Steve Dillon, Annual #1, 2005)
    - "Grand Theft America" (with Bryan Hitch, #7–13, 2005–2007)

  - Omnibus (collects v1 #1–13, v2 #1–13 and Annual #1, hc, 896 pages, 2009, ISBN 0-7851-3780-7)
- 411 #1: "Tit-for-Tat" (with Frank Quitely, Marvel, 2003)
- Trouble #1–5 (with Terry Dodson, 2003) collected as Trouble (hc, 120 pages, 2011, ISBN 0-7851-5086-2)
- Marvel Knights Spider-Man (with Terry Dodson and Frank Cho, 2004–2005) collected as:
  - Down Among the Dead Men (collects #1–4, tpb, 96 pages, 2004, ISBN 0-7851-1437-8)
  - Venomous (collects #5–8, tpb, 96 pages, 2005, ISBN 0-7851-1675-3)
  - The Last Stand (collects #9–12, tpb, 96 pages, 2005, ISBN 0-7851-1676-1)
  - Marvel Knights Spider-Man (collects #1–12, hc, 304 pages, 2005, ISBN 0-7851-1842-X)
- Fantastic Four:
  - Ultimate Fantastic Four:
    - Volume 1 (hc, 320 pages, 2005, ISBN 0-7851-1458-0) includes:
      - "The Fantastic" (with Brian Michael Bendis and Adam Kubert, in #1–4, 2004)

    - Volume 2 (hc, 240 pages, 2006, ISBN 0-7851-2058-0) includes:
      - "Inhuman" (with Jae Lee, in Annual #1, 2005)

    - Volume 3 (hc, 296 pages, 2007, ISBN 0-7851-2603-1) collects:
      - "Crossover" (with Greg Land, in #21–23, 2005)
      - "Tomb of Namor" (with Greg Land, in #24–26, 2005–2006)
      - "President Thor" (with Greg Land and Mitch Breitweiser, in #27–29, 2006)
      - "Frightful" (with Greg Land and Mitch Breitweiser, in #30–32, 2006)

  - Fantastic Four:
    - World's Greatest (hc, 200 pages, 2009, ISBN 0-7851-3225-2; tpb, 2009, ISBN 0-7851-2555-8) collects:
      - "World's Greatest" (with Bryan Hitch, in #554–557, 2008)
      - "The Galactus Engine" (with Bryan Hitch, in #558–561, 2008–2009)

    - The Master of Doom (hc, 248 pages, 2009, ISBN 0-7851-3370-4; tpb, 2010, ISBN 0-7851-2967-7) collects:
      - "Mr. and Mrs. Thing" (with Bryan Hitch, in #562–565, 2009)
      - "Doom's Master" (with Bryan Hitch, Joe Ahearne, Neil Edwards and Stuart Immonen, in #566–569, 2009)
- Civil War #1–7 (with Steve McNiven, 2006–2007) collected as CW (tpb, 208 pages, 2007, ISBN 0-7851-2179-X; hc, 512 pages, 2008, ISBN 0-7851-2178-1)
- Marvel 1985 #1–6 (with Tommy Lee Edwards, 2008) collected as M1985 (hc, 176 pages, 2009, ISBN 0-7851-2158-7; tpb, 2009, ISBN 0-7851-2159-5)
- Ultimate Comics: Avengers Omnibus (hc, 608 pages, 2012, ISBN 0-7851-6132-5) collects:
  - "The Next Generation" (with Carlos Pacheco, in UC-A #1–6, 2009–2010)
  - "Crime & Punishment" (with Leinil Francis Yu, in UC-A 2 #1–6, 2010)
  - "Blade vs. the Avengers" (with Steve Dillon, in UC-A 3 #1–6, 2010–2011)
  - UC: Avengers vs. New Ultimates #1–6 (with Leinil Francis Yu and Stephen Segovia, 2011)

## Vida personal
Millar vive en Glasgow y es un católico practicante.

## Adaptaciones

### Películas
| Year | Title                        | Director(s)       | Studio(s)                                                   | Based on                                                        | Presupuesto  | Recaudación    | Rotten Tomatoes |
| Year | Title                        | Director(s)       | Studio(s)                                                   | Based on                                                        | USD$         | USD$           | Rotten Tomatoes |
| ---- | ---------------------------- | ----------------- | ----------------------------------------------------------- | --------------------------------------------------------------- | ------------ | -------------- | --------------- |
| 2008 | Wanted                       | Timur Bekmambetov | Universal Studios                                           | Wanted by Millar and J. G. Jones                                | $75 million  | $341,433,252   | 72%             |
| 2010 | Kick-Ass                     | Matthew Vaughn    | Lionsgate Universal Studios Marv Films Plan B Entertainment | Kick-Ass by Millar and John Romita Jr.                          | $30 million  | $96,188,903    | 76%             |
| 2013 | Kick-Ass 2                   | Jeff Wadlow       | Universal Studios Marv Films Plan B Entertainment           | Kick-Ass 2 and Hit-Girl by Millar and John Romita Jr.           | $28 million  | $60,795,985    | 29%             |
| 2014 | Kingsman: The Secret Service | Matthew Vaughn    | 20th Century Fox Marv Films                                 | The Secret Service by Millar and Dave Gibbons                   | $81 million  | $413,998,123   | 73%             |
| 2016 | Capitán América: Civil War   | Hermanos Russo    | Marvel Studios Walt Disney Studios Motion Pictures          | Civil War by Millar and Steve McNiven                           | $250 million | $1.132 billion | 91%             |
| 2017 | Logan                        | James Mangold     | 20th Century Fox Marvel Entertainment The Donner's Company  | Old Man Logan by Millar and Steve McNiven                       | $97 million  | $616.8 million | 92%             |
| 2017 | Kingsman: The Golden Circle  | Matthew Vaughn    | 20th Century Fox Marv Films                                 | The Secret Service by Millar and Dave Gibbons                   | $104 million | $410.9 million | 52%             |
| 2020 | Superman: Red Son            | Sam Liu           | Warner Bros. Animation DC Entertainment                     | Superman: hijo rojo by Millar, Dave Johnson and Kilian Plunkett | -            | -              | 88%             |
| 2021 | The King's Man               | Matthew Vaughn    | 20th Century Fox Marv Films                                 | The Secret Service by Millar and Dave Gibbons                   | $100 million | $125.9 million | 43%             |

### Televisión
| Año  | Serie            | Showrunner                      | Studio(s)                       | Based on                                   | Crítica |
| ---- | ---------------- | ------------------------------- | ------------------------------- | ------------------------------------------ | ------- |
| 2021 | Jupiter's Legacy | Steven S. DeKnight Sang Kyu Kim | Netflix Di Bonaventura Pictures | Jupiter's Legacy by Millar y Frank Quitely | 40%     |
| 2021 | Super Crooks     | Motonobu Hori                   | Netflix Bones                   | Supercrooks by Millar y Leinil Francis Yu  | 100%    |
| 2023 | The Chosen One   | Everardo Gout                   | Netflix Millaworld Redrum       | American Jesus by Millar & Peter Gross     | 83%     |